# NFL Draft 2008
De NFL Draft is een jaarlijks terugkerend evenement waarin 32 teams uit de Amerikaanse NFL, de nationale American Football League de kans krijgen vers talent dat veelal vanuit de universiteiten afkomt, toe te voegen aan de selectie. De draft duurt 2 dagen en vindt traditiegetrouw plaats achter in de maand april.

## 2008 NFL Draft
In de 2008 NFL Draft hadden de Miami Dolphins de eerste keuzemogelijkheid in handen, voor de draft op 26 en 27 april, wederom gehouden in de Radio City Music Hall, te New York.
De Miami Dolphins legden Jake Long, offensive tackle van Michigan, echter voor de draft al een contract voor de neus, die hem zou verzekeren de eerst gekozen speler te worden in de draft. Dit met het oog op JaMarcus Russell, de quarterback van de Oakland Raiders die het jaar daarvoor zo lang wachtte met het tekenen van een contract waardoor hij het trainingcamp miste.
Ook de St. Louis Rams gaven aan welke speler te gaan selecteren voordat de draft daadwerkelijk plaatsvond. Chris Long zou de defensie van de Rams gaan versterken, zo meldde Adam Schefter voor NFL Network.
Opvallend is dat in de eerste ronde geen enkele Wide Receiver werd geselecteerd. Deze situatie had zich nog nooit eerder voorgedaan in de NFL Draft. Donnie Avery was de eerste Wide Receiver die werd ingelijfd, ten name van de St. Louis Rams. Avery werd als 35ste geselecteerd. Safety Kenny Phillips zou in de 2008 NFL Draft ook de laatste Miami Hurricane worden in een reeks van 14 opeenvolgende jaren waarin een speler van de Universiteit van Miami in de eerste ronde geselecteerd zou worden. In deze reeks horen namen van spelers zoals en Ray Lewis (1996), Reggie Wayne (2001), Ed Reed (2002), Andre Johnson (2003) en Sean Taylor (2004)

## First Round
| Pick | Team                                                    | Pos     | Speler                      | College         |
| ---- | ------------------------------------------------------- | ------- | --------------------------- | --------------- |
| #1   | Miami Dolphins                                          | OT      | Jake Long                   | Michigan        |
| #2   | St. Louis Rams                                          | DE      | Chris Long                  | Virginia        |
| #3   | Atlanta Falcons                                         | QB      | Matt Ryan                   | Boston College  |
| #4   | Kansas City Chiefs                                      | DT      | Glenn Dorsey                | LSU             |
| #5   | Oakland Raiders                                         | HB      | Darren McFadden             | Arkansas        |
| #6   | New York Jets                                           | DE      | Vernon Gholston             | Ohio State      |
| #7   | New Orleans Saints (van San Francisco, via New England) | DT      | Sedrick Ellis               | USC             |
| #8   | Jacksonville Jaguars (van Baltimore)                    | DE      | Derrick Harvey              | Florida         |
| #9   | Cincinnati Bengals                                      | LB      | Keith Rivers                | USC             |
| #10  | New England Patriots (van New Orleans)                  | LB      | Jerod Mayo                  | Tennessee       |
| #11  | Buffalo Bills                                           | CB      | Leodis McKelvin             | Troy            |
| #12  | Denver Broncos                                          | OT      | Ryan Clady                  | Boise State     |
| #13  | Carolina Panthers                                       | RB      | Jonathan Stewart            | Oregon          |
| #14  | Chicago Bears                                           | OT      | Chris Williams              | Vanderbilt      |
| #15  | Kansas City Chiefs (van Detroit)                        | OT      | Branden Albert              | Virginia        |
| #16  | Arizona Cardinals                                       | CB      | Dominique Rodgers-Cromartie | Tennessee State |
| #17  | Detroit Lions (van Minnesota, via Kansas)               | OT      | Gosder Cherilus             | Boston College  |
| #18  | Baltimore Ravens (van Houston)                          | QB      | Joe Flacco                  | Delaware        |
| #19  | Carolina Panthers (van Philadelphia)                    | OT      | Jeff Otah                   | Pittsburgh      |
| #20  | Tampa Bay Buccaneers                                    | CB      | Aqib Talib                  | Kansas          |
| #21  | Atlanta Falcons (van Washington)                        | OT      | Sam Baker                   | USC             |
| #22  | Dallas Cowboys (van Cleveland)                          | RB      | Felix Jones                 | Arkansas        |
| #23  | Pittsburgh Steelers                                     | RB      | Rashard Mendenhall          | Illinois        |
| #24  | Tennessee Titans                                        | RB      | Chris Johnson               | East Carolina   |
| #25  | Dallas Cowboys (van Seattle)                            | CB      | Mike Jenkins                | South Florida   |
| #26  | Houston Texans (van Jacksonville via Baltimore)         | OT      | Duane Brown                 | Virginia Tech   |
| #27  | San Diego Chargers                                      | CB      | Antoine Cason               | Arizona         |
| #28  | Seattle Seahawks (van Dallas)                           | DE      | Lawrence Jackson            | USC             |
| #29  | San Francisco 49'ers (van Indianapolis)                 | DT      | Kentwan Balmer              | North Carolina  |
| #30  | New York Jets (van Green Bay)                           | TE      | Dustin Keller               | Purdue          |
| --   | New England Patriots                                    | forfeit |                             |                 |
| #32  | New York Giants                                         | S       | Kenny Phillips              | Miami           |